# The Triangle (Manchester)
Pour les articles homonymes, voir The Triangle.

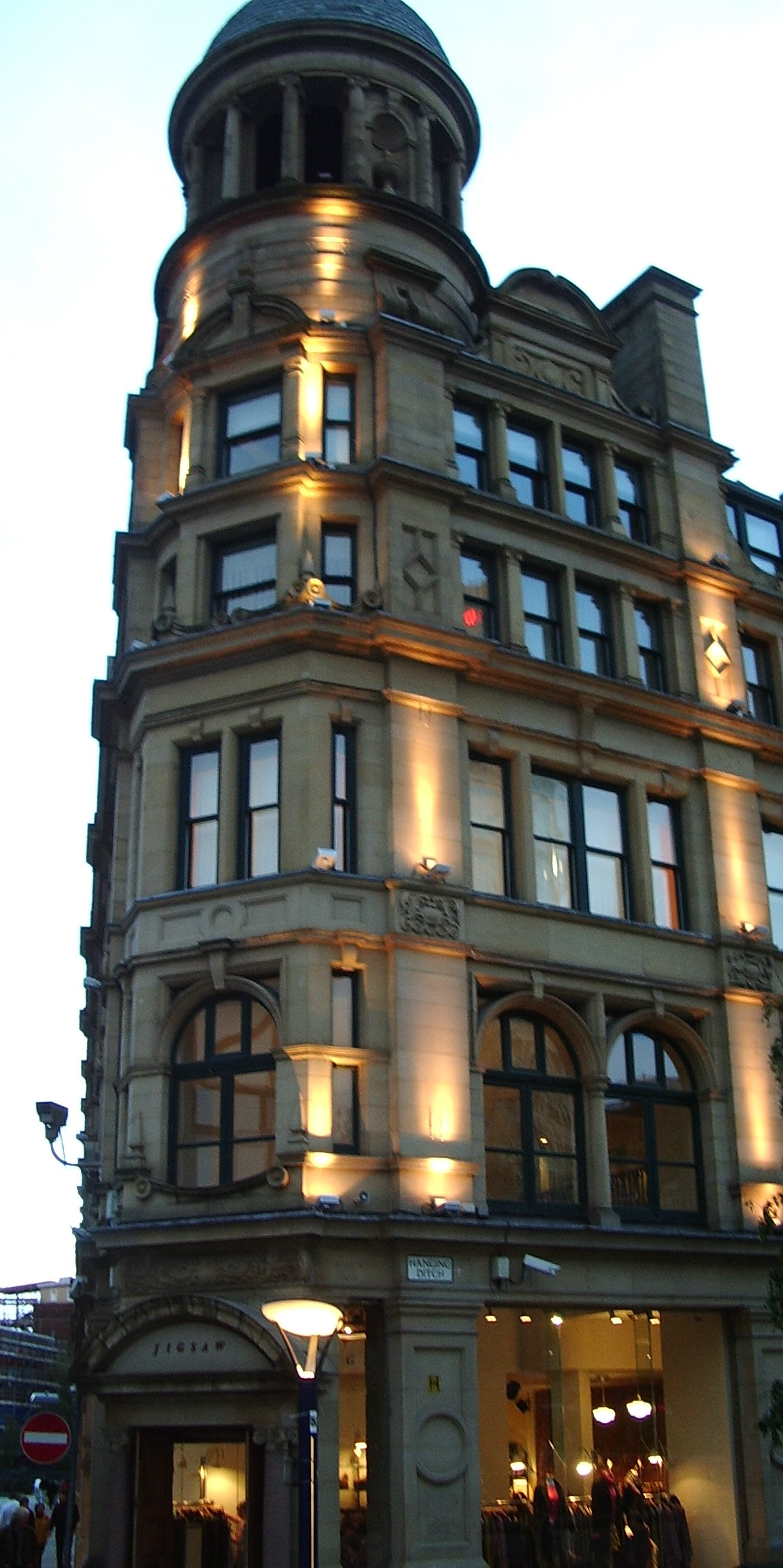
The Triangle.

The Triangle est un monument classé de Manchester, en Angleterre. Le bâtiment abritait à l'origine la bourse au maïs, et s'appelait Corn & Produce Exchange. À la suite de l'attentat mené par l'Armée républicaine irlandaise en 1996, il a été rénové en un centre commercial moderne.